# 2Tm2,3
2Tm2,3 (zastępcza nazwa potoczna: Tymoteusz) – polska supergrupa grająca muzykę rockową z przesłaniem chrześcijańskim. Teksty zespołu w większości zostały zaczerpnięte z Biblii.
Nazwa zespołu stanowi oznaczenie 3 wersu z 2 rozdziału Drugiego listu do Tymoteusza będącego fragmentem Biblii („Bierz udział w trudach i przeciwnościach jako dobry żołnierz Chrystusa Jezusa”, tłum. Biblia Tysiąclecia).

## Historia

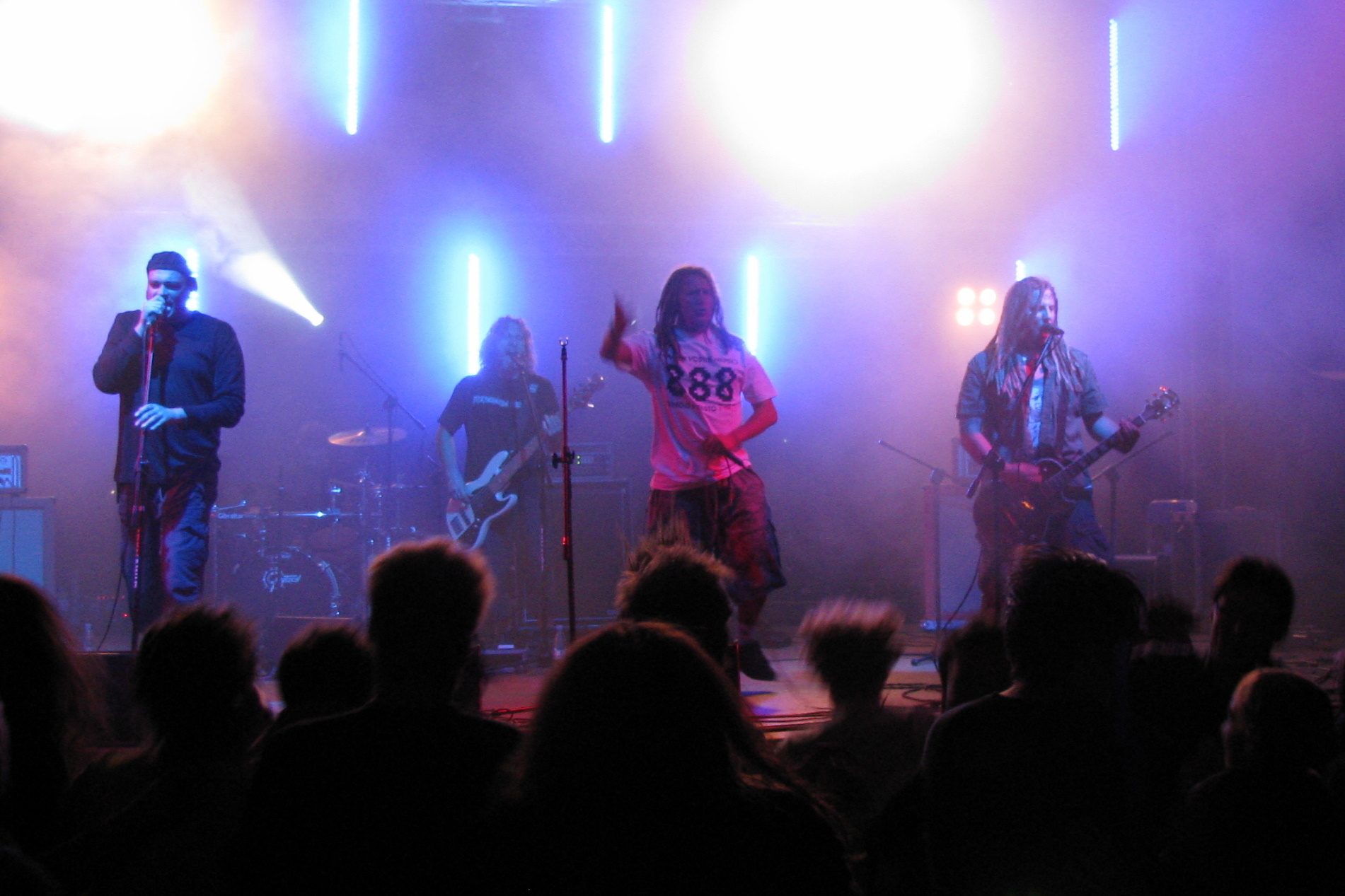
Od lewej: Budzy, Dr Kmieta, Maleo, Litza (2009)

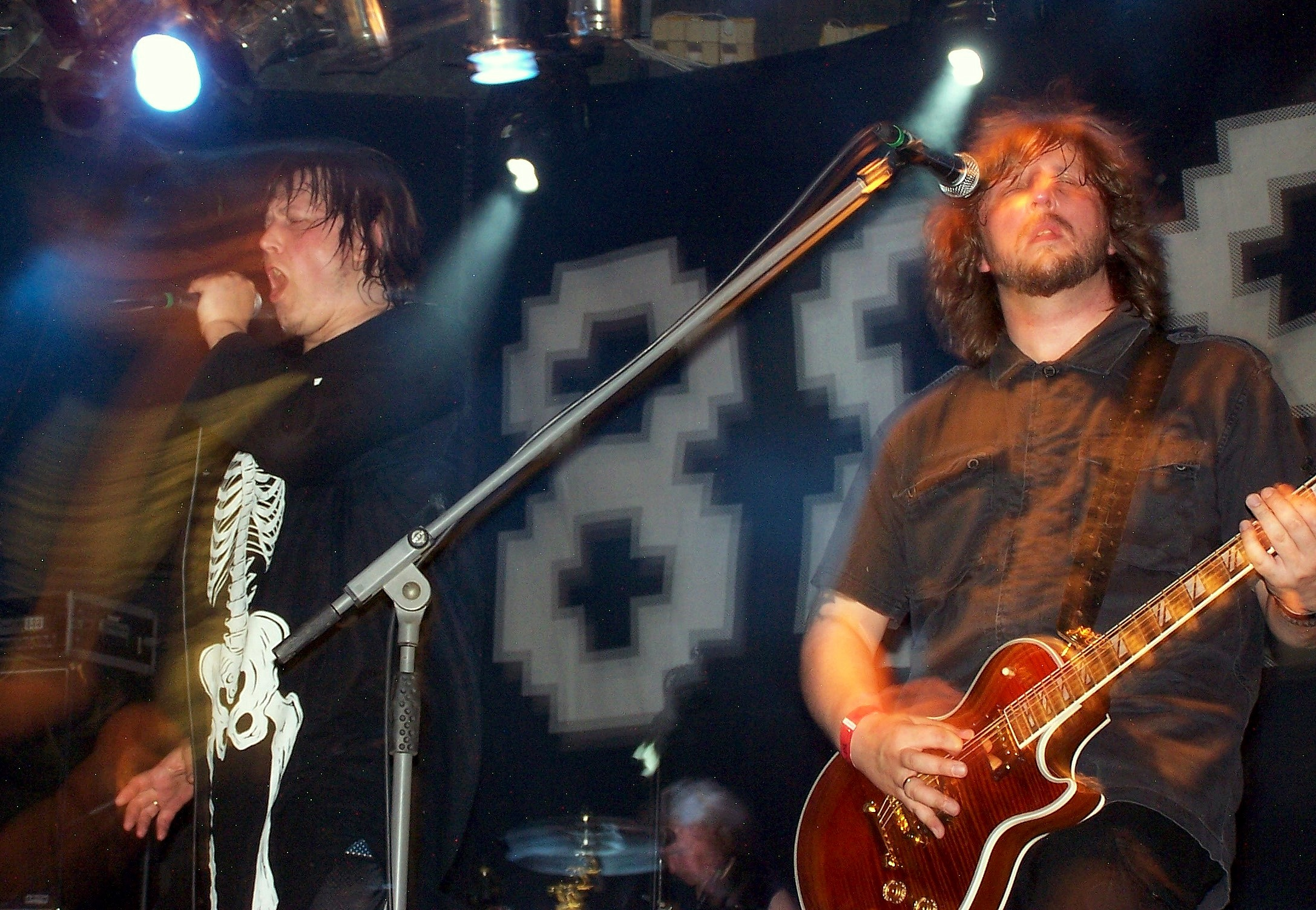
Dariusz Malejonek i Robert Friedrich podczas koncertu w Krakowie 14 maja 2007

Zespół powstał w 1996 roku, w wyniku spotkania się muzyków polskiej sceny alternatywnej (Acid Drinkers, Flapjack, Armia, Houk), którzy odkryli w swoim życiu wartości chrześcijańskie. Teksty swoich utworów oparli właściwie wyłącznie na Biblii (sporadycznie też na tekstach Ojców Kościoła), wplatając często strofy w języku hebrajskim i aramejskim. W 1997 roku zespół zaangażował się w działalność antyrasistowską, a ich utwór znalazł się na pierwszej składance Muzyka przeciwko rasizmowi firmowanej przez Stowarzyszenie „Nigdy Więcej”.
W 2006 roku zespół wystąpił na Przystanku Woodstock w Kostrzynie nad Odrą.
Od początku istnienia zespół jako supergrupa złożona z muzyków wykonujących w macierzystych grupach różne style muzyczne, tworzy w szerokim zakresie stylistycznym – od muzyki metalowej, przez hardcore punk, po reggae, folk rock, a nawet folk i elementy elektroniczne. Łagodniejsze brzmieniowo odmiany słychać szczególnie na koncertach akustycznych, często odbywających się w kościołach lub przykościelnych salkach. Płyta Pascha 2000 składa się z elektronicznych remiksów poprzednio wydanych utworów. Z drugiej strony album 888 utrzymany w całości w konwencji hard rockowo-punkowej, pokazał, iż grupa nie zerwała z ostrzejszym brzmieniem. Kolejna płyta studyjna, dementi, jest utrzymana w stylistyce folkowej, bliskiej muzyce akustycznej.

## Muzycy
| Obecny skład zespołu - Tomasz „Budzy” Budzyński – śpiew - Robert "Drężmak" Drężek – gitara - Robert „Litza” Friedrich – gitara, śpiew - Angelika Korszyńska-Górny – śpiew - Krzysztof "Dr Kmieta" Kmiecik – gitara basowa, śpiew - Dariusz „Maleo” Malejonek – gitara, śpiew - Mikołaj Pawlak – flet - Beata Polak – instrumenty perkusyjne - Kacper Rynek – perkusja - Marcin Pospieszalski – gitara basowa, instrumenty klawiszowe, skrzypce, cymbały - Mateusz Pospieszalski – saksofon, klarnet basowy, śpiew - Joszko Broda – flet - Tomasz Krzyżaniak – perkusja |  | Byli członkowie zespołu - Maciej Starosta – perkusja - Tomasz Goehs – perkusja - Piotr „Stopa” Żyżelewicz (zmarły) – perkusja Współpracownicy - Marek Pospieszalski – klarnet - Mikołaj Pospieszalski – skrzypce - Tomasz Sroczyński – skrzypce - Wojciech Wierzba – altówka - Mateusz Smółka – wiolonczela |

## Dyskografia
| Rok                        | Dane dot. albumu                                                          | Pozycja na liście |
| Rok                        | Dane dot. albumu                                                          | POL               |
| -------------------------- | ------------------------------------------------------------------------- | ----------------- |
| 1997                       | Przyjdź - Data: 17 marca 1997 - Wydawca: Metal Mind Productions           | –                 |
| 1999                       | 2Tm2,3 - Data: 6 września 1999 - Wydawca: Metal Mind Productions          | –                 |
| 2000                       | Pascha 2000 - Data: 27 kwietnia 2000 - Wydawca: Metal Mind Productions    | –                 |
| 2006                       | 888 - Data: 13 września 2006 - Wydawca: Metal Mind Productions            | 30                |
| 2008                       | dementi - Data: 10 marca 2008 - Wydawca: Metal Mind Productions           | 25                |
| 2015                       | Źródło - Data: 21 marca 2015 - Wydawca: Stage Diving Club                 | –                 |
| 2024                       | Sursum (Svrsvm) Corda - Data: 24 lutego 2024 - Wydawca: Stage Diving Club | 77                |
| „–” album nie był notowany |                                                                           |                   |

| Rok  | Dane dot. albumu                                                             |
| ---- | ---------------------------------------------------------------------------- |
| 2004 | Propaganda Dei - Data: 28 maja 2004 - Wydawca: Metal Mind Productions        |
| 2006 | Koncert - Data: 23 stycznia 2006 - Wydawca: Metal Mind Productions           |
| 2009 | Koncert w teatrze - Data: 20 kwietnia 2009 - Wydawca: Metal Mind Productions |
| 2018 | Słowo - Data: 18 kwietnia 2018 - Wydawca: Stage Diving Club                  |

| Rok  | Dane dot. albumu                                                                |
| ---- | ------------------------------------------------------------------------------- |
| 2000 | Pascha 2000 Tour - Data: 28 października 2000 - Wydawca: Metal Mind Productions |

## Teledyski

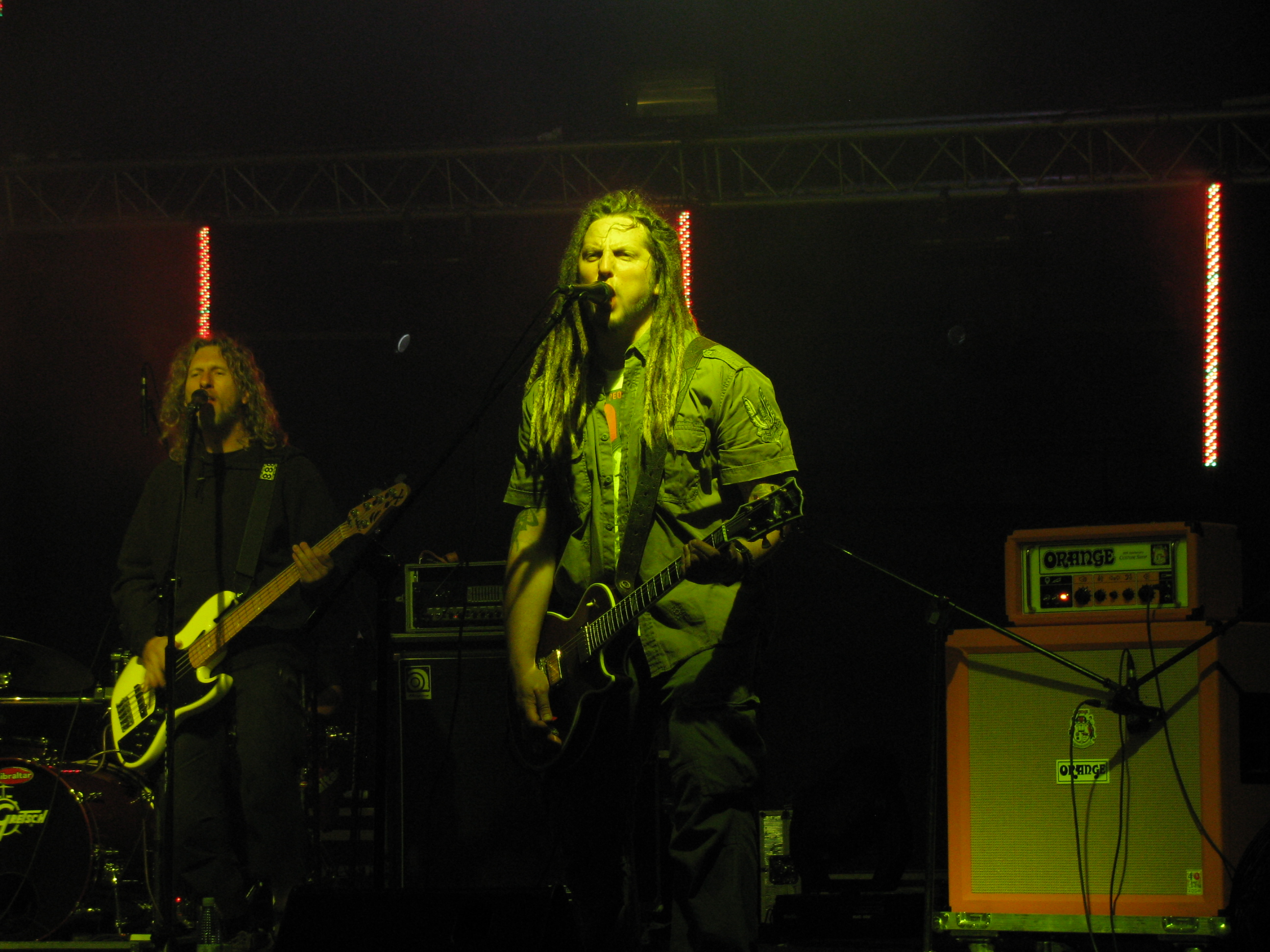
Od lewej: Dr Kmieta, Litza (2009)

| Rok  | Tytuł       | Reżyseria/Realizacja | Album       |
| ---- | ----------- | -------------------- | ----------- |
| 2000 | „Shalom”    | –                    | Pascha 2000 |
| 2000 | „Psalm 40”  | –                    | Pascha 2000 |
| 2000 | „Psalm 130” | Telewizja Polska     | Pascha 2000 |
| 2000 | „Psalm 23”  | –                    | Pascha 2000 |
| 2006 | „Nie umrę”  | –                    | 888         |

## Filmografia
W 1996 roku powstał film dokumentalny pt. 2Tm2,3 – chrześcijański rock, ukazujący sesję nagraniową debiutanckiej płyty zespołu w studio DR w Wiśle. Film wyreżyserowali Andrzej Horubała i Maciej Chmiel.
Nagrania zespołu zostały wykorzystane w filmach Wstań (2000, reż. Marcin Świtalski) oraz Kto nigdy nie żył… (2006, reż. Andrzej Seweryn).

## Nagrody i wyróżnienia
- Nominacja do nagrody Fryderyk 1997 w kategorii Album roku – hard & heavy (płyta Przyjdź)[22]
- Nagroda Fryderyk 1999 w kategorii Album roku – hard & heavy (płyta 2Tm 2,3)[23]
- Nominacja do nagrody Fryderyk 2000 w kategorii Album roku – hard & heavy (płyta Pascha 2000)[24]
- Nominacja do nagrody Yach Film 2002 na Festiwal Polskich Wideoklipów Yach Film w kategorii Najlepsza animacja (teledysk do utworu „Shalom”)
- 4. miejsce w plebiscycie Teraz Najlepsi w kategorii Polska płyta roku organizowanym przez Teraz Rock (Sursum corda)